# Hallelujah (píseň, Gali Atari)
Hallelujah (hebrejsky הללויה‎) je skladba izraelské hudební skupiny Milk & Honey a zpěvačky Gali Atari. Píseň v roce 1979 zvítězila v soutěži Eurovision Song Contest.

## Historie
Píseň původně předložil skladatel Kobi Oshrat pro národní izraelský výběr na Eurovision Song Contest 1978. Skladba ale byla odmítnuta, protože ji výběrová komise nepovažovala za dostatečně silnou. O rok později už píseň byla přijata a měla ji zpívat skupina Hakol Over Habibi, ale zpěvačka Šlomit Aharon prohlásila, že se Eurovize nechce účastnit. Píseň byla proto nabídnuta Gali Atari. Skupina Milk & Honey pak byla vytvořena speciálně pro národní výběr. Píseň jen těsně vyhrála národní izraelský výběr s 63 body, jen o dva body více než „Ein li iš milvadi“ v podání Cviky Pika (autora vítězné písně „Diva“ z roku 1998 v Eurovizi). Na Eurovizi pak píseň „Hallelujah“ získala 125 bodů, čímž se umístila na 1. místě.
Na pozdějších ročnících Eurovize byla uvedena ještě třikrát. Poprvé na konci soutěže Eurovision Song Contest 1999 všemi soutěžícími jako pocta obětem válek na Balkáně. Podruhé během finále soutěže Eurovision Song Contest 2019, který se konal v Tel Avivu. Spolu s Gali Atari ji nazpívali bývalí účastníci Eurovize – Conchita Wurst, Måns Zelmerlöw, Eleni Foureira a Věrka Serďučka. Třetí repríza písně proběhla během soutěže Eurovision: Europe Shine a Light.
Při oslavách 70. výročí nezávislosti Izraele vydalo izraelské ministerstvo kultury a sportu upravenou verzi písně. Nazpívaly ji zpěvačky Gali Atari a Eden Ben Zaken a byla uvedena v Jeruzalémě při oficiálním státním ceremoniálu.

## Cover verze
- Manželské hudební duo Steve Lawrence a Eydie Gormé vydalo píseň v roce 1979 u Warner Brothers Records ve stylu adult contemporary.
- Českou verzi s názvem „Hrajme píseň“ (text Zdeněk Borovec) nazpívali Marika Gombitová, Karel Gott a Josef Laufer doprovázení herečkou Věrou Galatíkovou. Píseň byla uvedena 1. listopadu 1987 v rámci televizního pořadu Abeceda v Československé televizi.
- Polskou verzi pod názvem „Alleluja miłość twa“ nazpívala Eleni Tzoka.

## Píseň v popkultuře
- 2011: ve francouzském filmu Le Skylab je píseň slyšet v televizi
- 2013: v izraelském filmu Cupcakes se píseň zpívá hromadně na konci filmu